# Park Narodowy Sarek

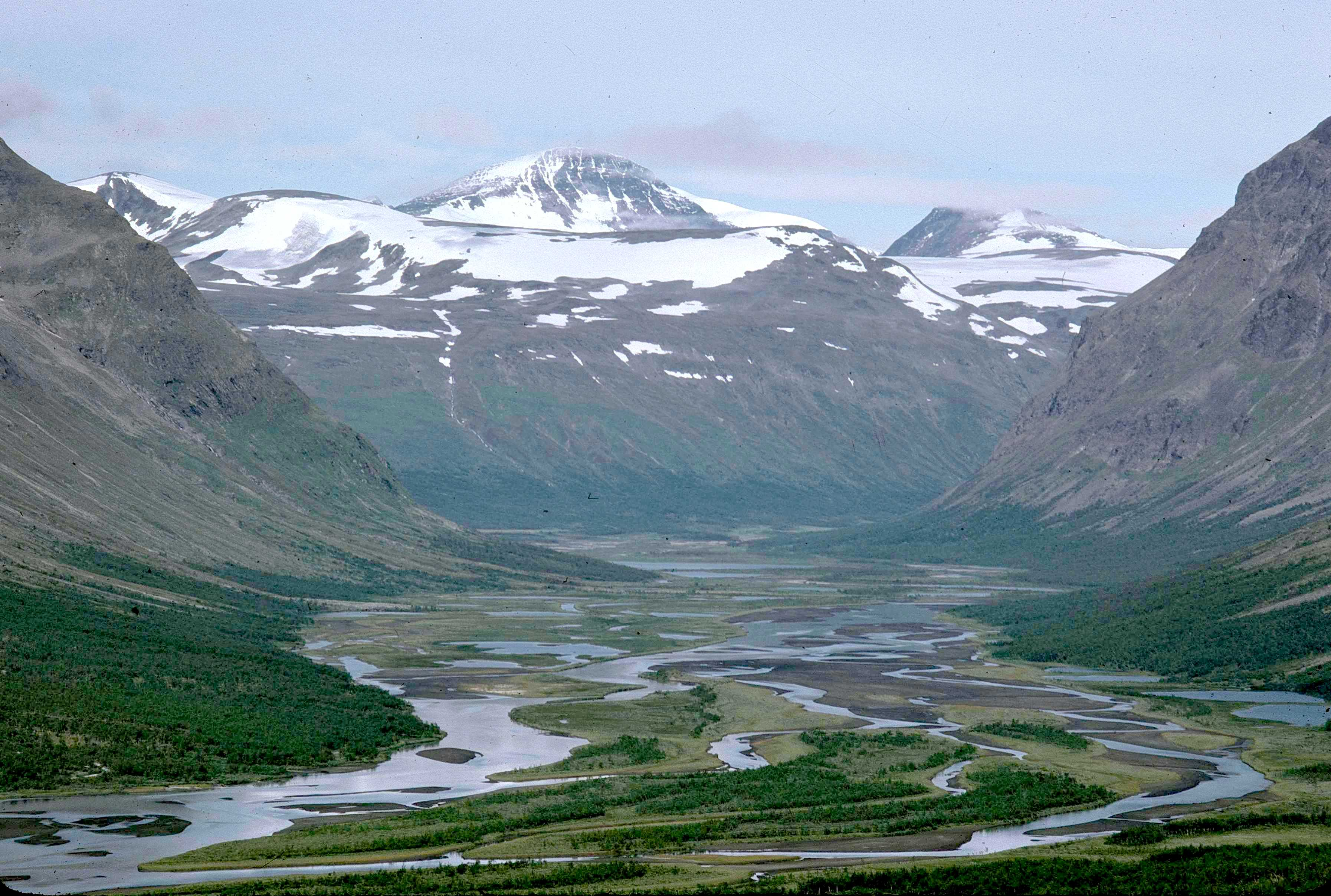
Park Narodowy Sarek

Park Narodowy Sarek (szw. Sareks nationalpark) – park narodowy w Szwecji, położony na terenie gminy Jokkmokk w regionie Norrbotten. Został utworzony 24 maja 1909 (w 37 lat po pierwszym na świecie parku Yellowstone), w celu ochrony alpejskiego krajobrazu północnej części Gór Skandynawskich. Jest najstarszym parkiem narodowym w Europie. W 1996 wraz z przyległymi parkami narodowymi Stora Sjöfallet i Padjelanta, oraz położonym w pobliżu Muddus, trafił na listę światowego dziedzictwa UNESCO jako obszar Laponia.

## Charakterystyka
Park Narodowy Sarek jest jednym z najbardziej górzystych parków narodowych w Szwecji. Na jego terenie znajduje się ponad 200 szczytów sięgających ponad 1800 m n.p.m. Znajduje się tutaj także 6 spośród 13 najwyższych szczytów Szwecji jak również około 100 lodowców.
Główną doliną na terenie parku jest Rapadalen, z rzeką Rapaätno, zasilana około 30 lodowcami. Woda z topniejących lodowców nadaje rzece zielony kolor. Dolina porośnięta jest gęstymi zaroślami brzozowo – wierzbowymi i roślinami zielnymi.

## Turystyka
Park Narodowy Sarek jest bardzo trudno dostępny. Nie zaleca się odwiedzania parku niedoświadczonym turystom ani w pojedynkę. Na terenie parku nie ma infrastruktury turystycznej, wytyczono tutaj tylko kilka szlaków turystycznych (m.in. Kungsleden, który biegnie przez południowo-wschodnią część parku). Przechodzą one po obwodzie parku. Inny sposób na dostanie się na teren parku wymaga przeprawy łodzią przez jezioro Akkajaure. Przez rzeki na terenie parku przerzucono tylko kilka mostów i kładek – przekraczanie rzek może być latem bardzo niebezpieczne, ze względu na ryzyko powodzi błyskawicznych wywołanych topniejącymi lodowcami. Zimą w górach zawsze występuje ryzyko lawin.

### Szczególne obostrzenia
- Prócz okresu od 1 stycznia do 30 kwietnia na teren parku nie wolno wprowadzać psów. Obowiązują smycze.
- Używanie łodzi (w tym motorowych) dozwolone jest od ujścia potoku Sarvesjokka.
- Wędkarstwo i rybołówstwo jest zabronione na terenie całego parku.
- Na terenie parku obowiązuje zakaz przelotu i lądowania śmigłowców, prócz akcji ratunkowych.
- Nie wolno zbliżać się i niepokoić reniferów, z uwagi na możliwość rozpraszania się stad.

## Flora
Niewiele gatunków kwiatów rośnie w trudnych warunkach parku. Powyżej linii lasu najczęściej występują:
- Bartsja alpejska
- Bniec czerwony
- Bodziszek leśny
- Dębik ośmiopłatkowy
- Fiołek dwukwiatowy
- Gęsiówka alpejska
- Goryczka śniegowa
- Jaskier lodnikowy
- Lepnica bezłodygowa
- Mniszek
- Niezapominajka
- Pełnik
- Pięciornik
- Rdest żyworodny
- Przetacznik alpejski
- Różeniec górski
- Skalnica zwisła
- Skalnica naprzeciwlistna

- Traganek

W partiach zalesionych spotykane są:
- Bniec czerwony
- brzoza Betula cordifolia
- Czeremcha pospolita
- Dzięgiel
- Jarząb pospolity
- Modrzyk górski
- Pełnik
- Tojad lisi
- wiele gatunków wierzb

## Fauna

### Ssaki
W parku, szczególnie w dolinie rzeki Rapa, występują wszystkie największe drapieżniki Szwecji:
- Niedźwiedź brunatny
- Rosomak
- Ryś
- Wilk szary

W dolinie Rapy wstępują też największe w Szwecji łosie. Wypasane są renifery (około 25 000 sztuk należących do 125 hodowców). Pozostałe:
- Gronostaj
- Leming
- Lis, lis polarny
- Kuna
- wiele gatunków myszy
- Wiewiórka
- Wydra
- Zając bielak

### Ptaki
- Bekas
- Białozór
- Biegus mały
- Czeczotka tundrowa
- Droździk
- Drzemlik
- Jer
- Łęczak
- Kwiczoł
- Mornel
- Myszołów włochaty
- gatunki z rodzaju Oenanthe
- Orzeł przedni
- Pardwa górska, pardwa mszarna
- Piecuszek
- Płatkonóg szydłodzioby
- Podróżniczek
- Poświerka zwyczajna
- Potrzos zwyczajny
- Puchacz śnieżny
- Siewka złota
- Śnieguła zwyczajna
- Świergotek łąkowy
- Wydrzyk długosterny

### Ryby
- Golec zwyczajny
- Lipień pospolity
- miętus pospolity
- Pstrąg